# Kürschim-Kamm
Der Kürschim-Kamm (kasachisch Күршім жотасы; russisch Курчумский хребет Kurtschum-Kamm; auch Сары-тау (Sary-tau)) ist ein Gebirgskamm im kasachischen Gebiet Ostkasachstan im südlichen Altaigebirge.
Der Kürschim-Kamm erstreckt sich über eine Länge von etwa 150 km in NNO-SSW-Richtung. Er verläuft zwischen dem Flusslauf des Kürschim im Norden sowie den Flüssen Kalguty und Qalschyr im Süden. Im Osten befindet sich der Markakol-See, im Nordosten geht der Gebirgszug in den Sarymsaqty über. Seine durchschnittliche Höhe liegt im Westen zwischen 700 und 1000 m. Im Osten steigt er auf über 2500 m an und erreicht im Aqsubas eine maximale Höhe von 3305 m. Das Gebirge besteht aus metamorphen Gesteinen des Paläozoikums. In tieferen Lagen weist der Gebirgszug Steilhänge auf und ist von Steppenvegetation bedeckt. An den Nordhängen wächst Lärchenwald. Über eine Höhe von 2000 m ist Bergtundra vorherrschend.